# Oosterlingen
De Oosterlingen zijn een fictief volk uit de boeken van J.R.R. Tolkien over Midden-aarde.
Oorspronkelijk uit de regio Rhûn, gelegen in het oosten van Midden-Aarde. De oosterlingen waren bondgenoten van Morgoth, daarna van zijn opvolger Sauron. Ze vielen Gondor regelmatig aan tijdens de Derde Tijdperk, vooral tijdens de De Oorlog om de Ring. Meer in het algemeen is de term Oriëntaals van toepassing op alle menselijke volken die noch Drúedain noch Edain zijn (degenen die ten oosten van Midden-Aarde zijn gebleven). 

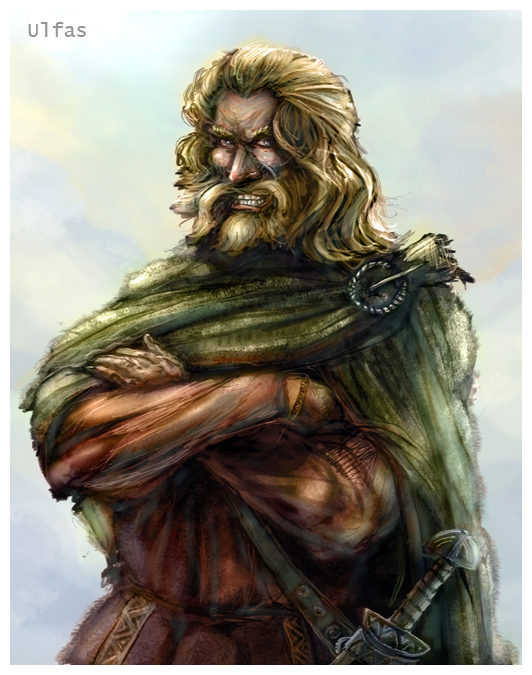
Ulfast, een oosterling uit de Eerste Era

## Eerste Era
Tijdens de Eerste Era kwamen de Oosterlingen Beleriand binnen nadat de Edain hen al waren voorgegaan. Zij vestigden zich in de koninkrijken van de Noldor maar met uitzondering van Bór en diens zonen pleegden ze verraad. De verraders vielen tijdens de Nirnaeth Arnoediad plotseling tegen de Noldor. De Oosterlingen van de Eerste Era waren niet per definitie verwant aan de Oosterlingen van de Tweede Era en Derde Era aangezien zij vanuit Eriador naar Beleriand trokken.

## Tweede Era
In the Tweede Era waren er volkeren in de streek Rhûn, achter de gelijknamige binnenzee, die trouw waren aan Sauron. Zij vochten met Sauron tegen het Laatste Bondgenootschap tijdens de Oorlog van het Laatste Bondgenootschap.

## Derde Era

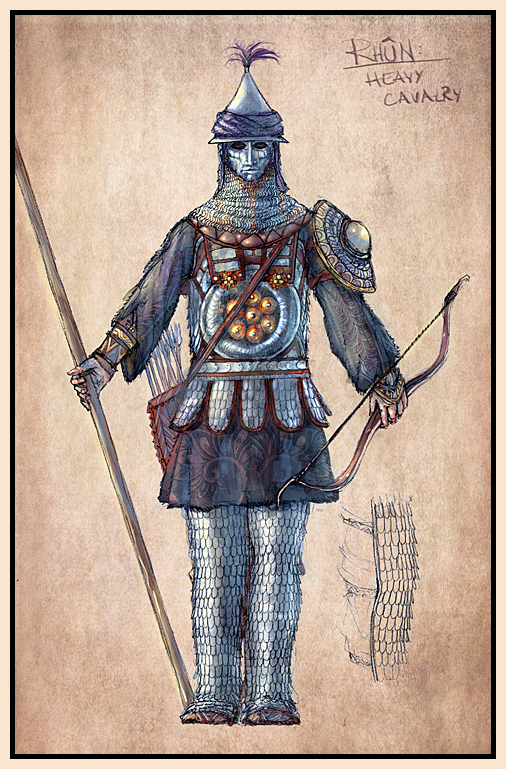
een soldaat uit Rhûn

In de Derde Era zijn er twee volkeren die, al dan niet met Sauron achter de schermen, de Noordmannen en Gondor binnenvallen.

### Wagenrijders
De Wagenrijders waren een confederatie van stammen van Oosterlingen die door Sauron werden opgestookt in hun haat tegen Gondor. Na de Grote Pest was Gondor verzwakt en rond deze tijd, vanaf III 1851 begonnen de invallen van de Wagenrijders. Vijf jaar later versloegen en doodden ze koning Narmacil II en werd Rhovanion onderworpen. Uiteindelijk hield Gondor alleen nog Ithilien ten Oosten van de Anduin over. De zoon van Narmacil II: Calimehtar versloeg op Dagorlad de Wagenrijders, maar in 1944 vielen de Wagenrijders opnieuw aan, nu gesteund door de Haradrim, die uit het zuiden binnenvielen, en de Variags uit Khand. Ze doodden koning Ondoher en zijn beide zonen. Omdat ze halt hielden om hun overwinning te vieren had generaal Eärnil de kans, nadat hij de Haradrim verslagen had, op tijd in het noorden aan te komen. Hij verraste en overrompelde de Wagenrijders tijdens de Slag van het Kamp waarna de confederatie uiteen viel. Het volgende jaar werd Eärnil gekroond tot koning.

### Balchoth
De Balchoth (Nederlands: wrede mensen) was een volk uit Rhûn. Met vrouwen en kinderen migreerde dit volk naar het oosten van Gondor vanwege overbevolking. Vanaf III 2510 trokken ze Calenardhon binnen en met hun strijdwagens versloegen ze de legers van stadhouder Cirion. Uiteindelijke werden ze vernietigd door de Éothéod onder Eorl de Jonge tijdens de Slag van Celebrant, waarna Cirion het gebied aan de Éothéod schonk.

### De Oorlog om de Ring
Tijdens de Oorlog om de Ring is Rhûn een bondgenoot van Mordor, en een groot leger Oosterlingen valt Dal en het dwergenkoninkrijk Erebor aan.
Een ander leger sluit Anorien af voor de Rohirrim, die later echter de Oosterlingen weten te verslaan en naar Cair Andros terug te drijven.
Na de Oorlog om de Ring voerde Gondor samen met bondgenoot Rohan in de Vierde Era verdere oorlogen in Rhûn.